# Denebola brachycephala
Denebola brachycephala — вид вымерших китообразных из семейства нарваловых. Единственный вид монотипического рода. Это самый ранний известный предок белухи (Delphinapterus leucas), он датируется верхним миоценом. Ископаемые были найдены на полуострове Калифорния в Мексике. Это значит, что древние представители семейства нарваловых обитали в более тёплых водах, чем современные.